# Willi Grapentin
Willi Paul Martin Grapentin (* 27. Juli 1904 in Mariendorf bei Berlin; † 23. März 1994) war ein deutscher Gewerkschafter. Er war Vorsitzender des Zentralvorstandes der Industriegewerkschaft Druck und Papier im Freien Deutschen Gewerkschaftsbund (FDGB).

## Leben
Grapentin, Sohn des Schlossers Heinrich Friedrich Wilhelm Grapentin und seiner Frau Frieda Ida Karoline Grapentin (geb. Wegener), besuchte die Volks- und Berufsschule. Er absolvierte eine Lehre als Galvanoplastiker und Stereotypeur und arbeitete anschließend in diesem Beruf. 1918 trat er dem Verband der Deutschen Buchdrucker bei. 1926 heiratete er in Mariendorf seine Frau Waltdraut, geborene Jackstädt. Später schloss er sich dem KJVD an, bevor er 1931 der KPD beitrat. 
Nach der „Machtergreifung“ der Nationalsozialisten leistete er in Berlin Widerstand und war zeitweise inhaftiert. 1941 wurde er zum Kriegsdienst in die Wehrmacht eingezogen und geriet 1945 in polnische Kriegsgefangenschaft.
Nach seiner Rückkehr nach Berlin wurde er 1945 Erster Vorsitzender des FDGB-Bezirksausschusses Berlin-Tempelhof. 1946 trat er der SED bei. Von April 1949 bis März 1951 fungierte er als Vorsitzender des Zentralvorstandes der IG Druck und Papier. Von Mai 1950 bis Juni 1955 war er Mitglied des Bundesvorstandes des FDGB. Danach war er Leiter der Abteilung Arbeit im Ministerium für Leichtindustrie bzw. Sektorenleiter im Komitee bzw. Staatssekretariat für Arbeit und Löhne. Bis 1969 arbeitete er als Direktor der Betriebsberufsschule „Rudi Arndt“, der Ausbildungsstätte der polygraphischen Industrie Berlin. Zuletzt lebte er als Veteran in Berlin-Adlershof.

## Auszeichnungen
- 1969 Vaterländischer Verdienstorden in Bronze und 1974 in Silber[4]